# Sansho Dayu – Ein Leben ohne Freiheit

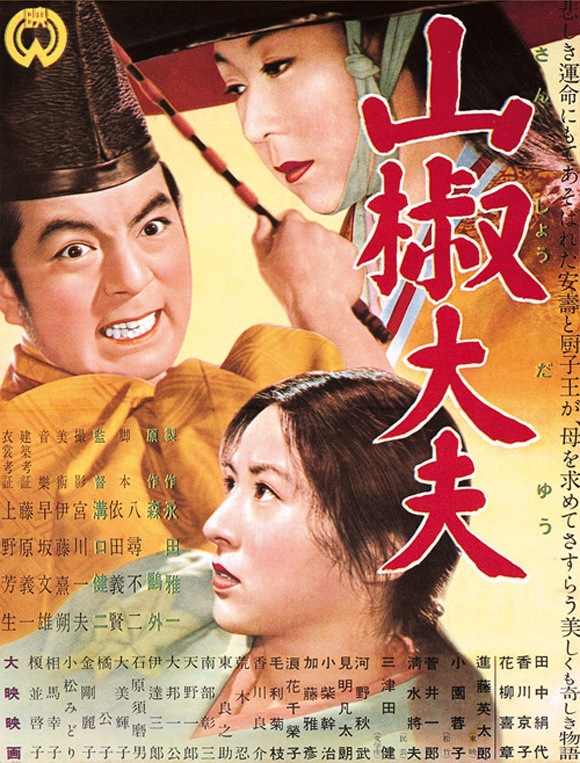
Japanisches Filmplakat

Sansho Dayu – Ein Leben ohne Freiheit (Originaltitel: 山椒大夫, Sanshō Dayū) ist ein japanischer Spielfilm des Regisseurs Kenji Mizoguchi aus dem Jahr 1954 nach dem gleichnamigen Roman von Ōgai Mori. Die Hauptrollen spielten Kinuyo Tanaka, Kyōko Kagawa und Eitarō Shindō. Das Drehbuch stammt von Fuji Yahiro und Yoshikata Yoda. In seinem Heimatland kam der Streifen das erste Mal am 31. März 1954 in die Kinos. In der Bundesrepublik Deutschland hatte er seine Premiere erst am 18. Juli 1964 im Ersten Deutschen Fernsehen (ARD). 

## Handlung
Der Film spielt im Japan des 11. Jahrhunderts und basiert auf einer alten japanischen Legende. Es geht um den Jüngling Zushiō und seine schöne Schwester Anju, die für den Bruder in den Tod geht, damit der zum Handeln geborene Mann die Entrechteten rette.
Ein Feudalsystem von skrupelloser Grausamkeit beutet das Land aus, versklavt die Untertanen. Der Gouverneur Masauji Taira widersetzt sich in seiner Provinz diesen Zuständen. Er wird seines Postens enthoben und in die Provinz Tsukushi strafversetzt. Seine Frau Tamaki schickt er mit den beiden Kindern, Zushiō und Anju, zurück zu ihrem Vater nach Echigo. Dem siebenjährigen Sohn schärft er als oberstes Gebot ein: „Härte gegen sich selbst, Erbarmen mit den anderen“, und hängt ihm in seidenem Beutel die goldene Statuette der Göttin des Erbarmens, Kannon, um den Hals.
Sechs Jahre später bricht Tamaki mit den beiden Kindern und einer alten Dienerin auf, um durch das von Räuberbanden und Menschenjägern terrorisierte Land zum Vater in das weit entfernte Kyushu zu gelangen. Mutter und Kinder fallen in die Hände von Sklavenfängern. Tamaki wird nach der fernen Insel Sado in ein Bordell verkauft; die Geschwister geraten unter die Sklavenschar des harten und grausamen Landvogtes (Shōen-Besitzers) Sanshō, eines besonderen Günstlings des Justizministers (Udaijin, eigentlich „Kanzler zur Rechten“). Grausamkeit, Schmutz, Angst und Hunger sind von nun an die Gefährten der bis dahin so Behüteten. Tarō, Sanshōs Sohn, der das Wesen des Vaters verabscheut, versucht ihnen zu helfen und ihr Los zu mildern. Eines Nachts verlässt er das Lager, um Hilfe zu finden, und kehrt nie wieder zurück.
Zehn Jahre sind vergangen. Zushiō ist hart geworden: „Wer Befehle ausführt, bekommt mehr zu essen“, ist seine Erkenntnis, und danach handelt er. Seine Schwester Anju aber blieb unverändert gütig und erbarmungsvoll gegenüber fremdem Leid. Als der Transport einer sterbenden Sklavin in den Wald der alles Wehrlose zerfleischenden Geier Zushiō die Möglichkeit gibt, außerhalb der Palisaden des Sklavengeheges zu gelangen, drängt Anju den Bruder, mit der Todkranken auf dem Rücken zu fliehen. Sie aber begeht Selbstmord, damit ihr die Folter kein verräterisches Wort entreißen kann.
Zushiō erreicht ein buddhistisches Kloster und findet dort den verschollenen Tarō als Mönch wieder. Ihm erzählt er von seinem Plan, an höchster Stelle die Abschaffung der Sklaverei zu erwirken. Mit einem von Tarō ausgestellten Empfehlungsschreiben dringt Zushiō bis in die Gärten des Chefberaters (Kampaku) Fujiwara no Morozane in Kyoto vor. Er wird verhaftet. Dabei reißt man ihm auch den seidenen Beutel von der Brust. Der Berater aber erkennt durch die goldene Statuette der Gnadengöttin in dem Fremden den Sohn des getreuen Gouverneurs Taira, der bis zu seinem Tod, von allen hoch verehrt, hier lebte. Der Sohn wird nun an seiner Stelle zum Gouverneur ernannt und herrscht über die Provinz Tango, in der das Landgut Sanshōs liegt. Seinem Versprechen getreu, beginnt er sofort mit Maßnahmen gegen die Sklaverei. Doch seine Schwester kann er nicht mehr retten; er kann nur noch Sanshō in die Verbannung schicken und dessen Sklaven die Freiheit schenken. Verzweifelt legt er sein Amt nieder und macht sich als Bettler auf die Suche nach seiner Mutter. Er findet sie, die ihr ganzes armseliges Leben lang geduldig auf ein Wiedersehen mit ihren Kindern hoffte, blind, lahm, halb irr, als eine der wenigen Überlebenden nach einer Sturmflut auf der Insel wieder. Was den beiden sich aneinander Klammernden bleibt, ist nichts als der Gehorsam zum Gesetz des Erbarmens.

## Kritik
„Ein Filmkunstwerk von hohem Rang, ab 18 unbedingt sehens- und empfehlenswert.“

„Ein Meisterwerk von Mizoguchi, das Bilddichtung mit kraftvoller Darstellung vereint und von der Überzeugung beseelt ist, daß der Mensch nur durch Mitleid und Barmherzigkeit bestehen kann.“